# Цехоцин (Поморське воєводство)
Цехоцин (пол. Ciechocin) — село в Польщі, у гміні Хойниці Хойницького повіту Поморського воєводства.
Населення — 521 особа (2011).
У 1975-1998 роках село належало до Бидгощського воєводства.

## Демографія
Демографічна структура станом на 31 березня 2011 року:
|          | Загалом | Допрацездатний вік | Працездатний вік | Постпрацездатний вік |
| -------- | ------- | ------------------ | ---------------- | -------------------- |
| Чоловіки | 263     | 56                 | 185              | 22                   |
| Жінки    | 258     | 68                 | 155              | 35                   |
| Разом    | 521     | 124                | 340              | 57                   |